# 이보혁
```
이보혁
(李普赫, 1684 ~ 1762)은 
조선
 후기의 문신이다. 본관은 용인(龍仁). 자는 
성원
(聲遠). 시호는 
충정
(忠貞). 좌의정 
이세백
(李世白)의 재종손이며, 영의정 
이의현
(李宜顯)의 조카이다. 아들인 
이경호
·
이중호
 형제를 비롯하여 후손 6명이 대과에 급제하였고, 손자 
이재협
은 1789년(정조 13년)에 영의정을 지냈다.
```

## 상세
1725년(영조 1년)음서(蔭敍)로 관직에 올라 평양부윤이 되었으나 부정혐의로 관리명부에서 삭제되었다.
1728년(영조 4년) 성주목사로 있을 때 이인좌(李麟佐)의 난이 일어났다. 이때 그는 이속과 장정들을 불러 모아 훈련을 시키고 병기를 정돈하였다. 이때 안무사 황선(黃璿)이 그에게 문무의 재능이 있음을 알고 우방장(友防將)으로 차출하여 고령·지례·거창 세 고을의 군사를 거느리고 가서 토벌하게 하였다.
이인좌의 난을 진압한 뒤 조정에서 그의 공을 인정하여 분무공신(奮武功臣)이라는 훈호(勳號)를 내리고 인평부원군(仁平府院君)에 봉하였다. 
1733년(영조 9년)에는 동지의금부사와 호조 참판, 1736년(영조 12년)에는 병조 참판을 역임하였다. 이어 1737년(영조 13년) 공홍도관찰사(公洪道觀察使)[공홍도는 지금의 충청도]로 부임하였다. 그러나 1738년(영조 14년) 형벌을 남용한 것이 문제가 되어 파직되었다. 
1740년(영조 16년) 다시 풍덕부사(豐德府使)[풍덕부는 지금의 황해북도 개풍군]로 등용되었고, 군액이 과도하게 책정되고 있는 문제를 개선하기 위해 상소를 올리기도 하였다. 
그 뒤 병조 참판, 오위도총부(五衛都摠府) 부총관, 한성부 판윤 등을 역임하였고, 1753년(영조 29년) 공조 판서에 올랐다.
이로써 이보혁은 용인이씨 중 조선조에서 1품직의 공신에게 내리는 부원군(府院君) 칭호를 받은 유일한 인물이 되었다.